# Renate Menk
Renate Menk (geboren 1948 in Bardowick) ist eine deutsche Juristin, ehemalige Richterin und Gerichtspräsidentin. Von 2004 bis zu ihrem Ruhestand Ende März 2013 leitete sie das Landgericht Lüneburg als Präsidentin. Von 2006 bis 2013 war sie Richterin am Niedersächsischen Staatsgerichtshof.

## Beruflicher Werdegang
Nach dem Studium der Rechtswissenschaft promovierte Renate Menk 1976 an der Universität Hamburg über das Thema Das Verhältnis des Bestimmtheitsgrundsatzes zur Kernbereichslehre im Recht der offenen Handelsgesellschaft.
Ihre juristische Laufbahn begann Renate Menk als Richterin auf Probe in Hamburg. 1979 wurde sie Richterin am Landgericht Hamburg, 1981 am Amtsgericht Winsen.
1994 folge ein Wechsel als Vorsitzende Richterin an das Landgericht Lüneburg. Ab 1998 stand sie dem Amtsgericht Lüneburg als Direktorin vor. 1999 wurde sie ständiges Mitglied des Dienstgerichts Niedersachsen. Am 17. August 2004 wurde sie zur Präsidentin des Landgerichts Lüneburg ernannt. Am 1. Dezember 2013 trat sie in den Ruhestand.
In der Zeit vom 1. April 2006 bis 31. März 2013 war die Juristin Richterin am Niedersächsischen Staatsgerichtshof.

## Publikationen (Auswahl)
- Das Verhältnis des Bestimmtheitsgrundsatzes zur Kernbereichslehre im Recht der offenen Handelsgesellschaft. Hamburg, Universität, Fachbereich Rechtswissenschaft, Dissertation, 1976.*